# ボクガール
『ボクガール』は、杉戸アキラによる日本の漫画作品。『週刊ヤングジャンプ』（集英社）2014年2号から2016年24号まで連載。話数カウントは「#○」。連載当初より、キャッチコピーとなっている煽り文は「異常恋愛警報☆全方位系TSF物語」。TAMAにより『ジャンプ ジェイ ブックス』にて2015年にノベライズされた。更に2016年2月発売のミラクルジャンプ2016年3月号内にて、袋とじ付録でフルカラー掲載された。

## あらすじ
「男らしくありたい!」そう願う男子高校生の鈴白瑞樹は、その願いとは裏腹にいつも美少女に見間違えられてしまうほどの女顔の持ち主。同性から告白されたり、想い人からは異性として見てもらえなかったりと悩める日々を送る彼の姿に、異世界から悪戯の神であるロキが熱視線を送っていた。
ある時、瑞樹は学校の帰りに見たこともないような不思議な蜂に刺されてしまう。翌日の朝、何やら違和感を覚えて身体を確認した瑞樹は思わず叫び声を上げる。瑞樹の身体は女体そのものへと変化していたのである。突如として降りかかった災難に狼狽する瑞樹であったが、その場に居合わせた親友の一文字猛に秘密を打ち明けて協力を仰ぎ、“男らしさ”を取り戻すべく元の身体に戻る方法を探すことを決意する。
だが、そんな瑞樹の心の中にも次第に変化が訪れる。瑞樹は自分の変化を受け入れきれず、葛藤し悩むことになる。
そうして、瑞樹が「本当の自分の気持ち」を知った時、彼は限りある時間の中で、ある決断をすることになる。
瑞樹の想い人である藤原夢子、転入生に化け人間界に降臨したロキ、そのほか瑞樹を取り巻く個性的な人々も交え、波乱に満ちた日常が幕を開ける。

## 登場人物

### 主要人物
鈴白 瑞樹（すずしろ みずき）
本作の主人公。『大樹高校』1年2組の男子生徒で学生寮住まい。3月19日生まれ。血液型はA型。身長154cm。
幼い頃に母親を亡くし、厳格な父親によって男手一つで育てられた。実家は代々続く武道場で、瑞樹自身も軽く人を投げ飛ばせるほどの腕前を持つ。学業成績も非常に優秀。昆虫採集や図鑑を眺めることが好きで、密かに可愛い服やぬいぐるみも好き。
父親の影響で常日頃から「男らしくありたい！」と願うものの、その美少女と見まがう女性的容姿のせいで幼い頃から演劇でヒロイン役に抜擢される、男子から告白されるなどと悩める日々を送っている。話口調は強気かつ堂々としたものだが、内面は包容力に満ち溢れた優しい性格の持ち主。
クラスメイトの夢子に恋心を寄せているが、彼女からはその容姿もあってか異性として見られていない。
ある日、悪戯の神ロキの差し金によって女体化してしまい、元の身体を取り戻すべく奔走することとなる。女体化は猛以外には秘密にしており、周囲にバレないよう腐心しているが、一方でしばしば無意識に女性的な仕草や感性を垣間見せるようになっている。ただし、女性の用足しのやり方を知らないなど、女体の仕組みや生活習慣に関する知識はほぼ皆無である。
二学期を迎え、父の差し金で女子寮に転寮することになってしまったのを機に、生物学的に“女性”になってしまったことを周囲に打ち明けた。
こうした、女体化という非日常を過ごすうち、変化して行く「自分の感情」に不安を抱き始める。
そしてそれは作中の長い間、自分自身を苦しめることになる、ある葛藤を自覚する契機になる。
新学期にて、新たに創設された合気道部の部長となっている姿が描写された。
また、「最後の決断」には悔いは一切無いようである。
一文字 猛（いちもんじ たける）
瑞樹と同い年の幼馴染で、同じく大樹高校の学生寮住まい。実家は民宿を経営している。
漁師でもある父親に鍛え抜かれた大柄で強い肉体を持っており、瑞樹とは対照的に非常に男らしい容姿をしている。見た目に反し、頭も良く勉強もできる。性格も一本気かつ豪快で友達思い。瑞樹にとっては自分を唯一“普通の男”として見てくれる大切な親友である。
夢子から想いを寄せられているが、本人はそれに全く気付いておらず、親友の瑞樹と夢子の恋路を応援する立場をとっている。
瑞樹に“秘密”を打ち明けられ尽力するが、その中で自身も彼（彼女）に対して複雑な思いを抱いてゆくことになる。そうして、作中で瑞樹が決断を迫られる中で、包み隠さずに自分の本当の気持ちを打ち明け、瑞樹の「最後の決断」に大きな影響を及ぼすことになる。
新学期から、妹の一文字命が同じ高校に通っている。
藤原 夢子（ふじわら ゆめこ）
瑞樹のクラスメイトの女子。瑞樹と共にクラス委員を務めている。
ロングヘアーの美少女でスタイルも良く、明るく面倒見の良い性格。さらに料理上手でクラスのマドンナ的存在。一見おしとやかだがその反面、特撮ヒーロー物など「男らしいモノ」が大好きという一面も持つ。また、ウブで少々天然な所もある。
瑞樹のことは大切な友人だと思っているものの、異性としては意識しておらず、自身は猛に好意を持っている。しかし、瑞樹から“秘密”を打ち明けられたことで、その関係および夢子自身の心境にも少しずつ変化が生じ始める。瑞樹の実家付近で催された夏祭りの際、ピンチの時に瑞樹に合気道で救われる。その後、花火うち上げの際に、猛と関係を少し疑っていた、いわゆる恋のライバル的存在の瑞樹に対して「（瑞樹君の気持ちを）今なら多分……うん、ちゃんと聞ける」と、物怖じせずに言い、それまで自分の気持ちが伝わらないというシーンで泣いてしまっていた彼女から、少し成長した部分を垣間見せた。
この彼女の成長は、物語後半に瑞樹の「最後の決断」の際、猛の本当の気持ちを知って狼狽えていた瑞樹を励まして支え、瑞樹に自身の本当の気持ちを無視することなく、文字通り悔いのない「最後の決断」をさせる大きな力になる。
新学期に入り、新体操部から演劇部に転入した姿が描写された。
ロキ・アースガルド
世界樹（ユグドラシル）で唯一無二の悪戯の神。性別は女性であるが、一人称は「俺」（学生として振る舞っている時は「私」）。一見可憐な少女の容姿だが、世界樹での本人の発言から、年齢は少なくとも数千歳を超えている模様。
ライフワークである悪戯が周囲に効かなくなり無為な日々を送っていたものの、たまたま見つけた瑞樹を「最高の悪戯素材」と見初め、彼に“女性化”という取っておきの悪戯を仕掛けた。さらに、臨場感を楽しむべく人間界に降臨し、瑞樹のクラスに外国人転入生（留学生）として潜り込み、瑞樹が女子寮に転寮してからは瑞樹とルームメイトとなる。
神様らしからぬ邪悪な性格の持ち主だが、人懐っこく甘えん坊な一面もある。使い魔はカラス。昔、同じ神のトールにいたずらした際に受けた報復の雷で殺されかけた経験から、雷を非常に苦手にしている。
人間界降臨時、瑞樹にちょっかいをかけた際にたまたま窓の外で鳴り響く雷を怖がり、怯えてしまう。その際、いたずらをしてもなお優しく包み込んでくれた瑞樹に対し「まぁ、今日はここまでにしといてやるか」とこぼし、内面に素直ではない面をかいまみせる。
作中で、瑞樹に「最後の決断」を迫る張本人である。
物語後半にトールにイタズラがばれ、人間界から神の座に帰るように言われ、いちおう抵抗はしたものの、結局帰ることになってしまったが、作中のラストシーンにて、人間界にトールと共に返り咲いた姿が描写されている。

### 大樹高校の生徒
山田・V・七太郎（やまだ・V・ななたろう）
1年生の男子生徒。少し遅れて学生寮に入寮し、瑞樹とルームメイトとなる。有名下着メーカーの御曹司で、自らもデザイナーを務めている。
長髪のイケメンで女子からの人気は高いが、プライベートでは自らデザインした女性用下着を着用してポーズをとるという変態的思考の持ち主。ただし、瑞樹を一目で女性（の身体）であると見抜くなど、確かな審美眼も持ち合わせている。ちなみに、父親もかなりの変人である。
その空気を一切読まない発言と奇行の数々もあり、瑞樹や猛からは警戒されている。しかし本人は瑞樹のことを非常に気に入っており、一方的に将来の結婚相手と見定めている。
（作中の描写によれば）珠子とは、新学期に入ってから新境地を開拓し、似た者同士として仲良くやっている。
井出（いで）
通称「井出パイセン」。3年2組の男子生徒。ボディービルド部部長。瑞樹や猛と同じく学生寮住まい。いかつい容姿をした大男で、瑞樹に紳士的口調ながらも強引に告白をするが断られ、その場で投げ飛ばされた。
だがその後も懲りることなく、瑞樹を男と認識した上で度々関係を迫ってくる危ない人物と化しており、自分と同じく瑞樹に迫る七太郎とコンビを組むことも少なくない。
今井 舞（いまい まい）
2年生の女子生徒。黒髪のロングヘアーを三つ編みお下げにした髪型。風紀委員を務めており、校内でもその威風堂々とした立ち居振る舞いで、特に女子生徒からの人気が高い。
実は生粋のレズビアンで、女体化した瑞樹に密かな想いを寄せている。瑞樹に対するその想いは瑞樹の妄想などで思わず鼻血を吹き出したり、自宅の自室に瑞樹の写真やぬいぐるみなどの自作グッズで祭壇を作るほどの狂信ぶりである。その一方で瑞樹の近くにいる猛に対して強い殺意を向け、敵愾心を燃やしている。
朝生 玲愛（あそう れいあ）
1年3組の女子生徒。女子寮住まい。朝生玲司の双子の妹であるが、二卵性双生児であるため、あまり顔は似ていない。
南条 畳（なんじょう たたみ）
1年3組の女子生徒。女子寮住まい。クールな佇まいの美少女だが、性格はオカルト大好きの変わり者。ダンス研究部（それは表向きで、実際はオカルト研究会）に所属している。
佐野 麻莉亜（さの まりあ）
1年1組の女子生徒。女子寮住まい。長身の持ち主で、男勝りな性格。一人称は「俺」。軽音楽をやっていて、女子からは人気がある。

#### 瑞樹のクラスメイト
大川 珠子（だいかわ たまこ）
財閥の令嬢で、“自称”七太郎の婚約者。当初はイギリスに留学しており、七太郎に会うために日本にやって来たが、道に迷ってボディガードと共に行き倒れているところをロキに助けられる。その後大樹高校に転入し、瑞樹のクラスメイトになる。
金髪縦ロールの美少女だが、非常に思い込みの激しい性格のヤンデレであり、瑞樹を目の敵にしている。料理の腕前は、食べた人間の容姿を激変させるほどに壊滅的。
新学期に入ってから、山田と共に新境地を開拓し、似た者同士としてこれまでより仲良くやっている。
イデ子
瑞樹の熱烈なファン。井出の妹。容姿は兄である井出とそっくりで、超重量のダンベルを軽々と持ち上げるなど、怪力の持ち主。
女になってしまった瑞樹に一瞬動揺したものの、それもアリと考え変わらない愛情を向けるようになった後、七太郎に対しても想いを寄せるようになった。
兄とは違い基本的に良識のある人物なため、瑞樹に強引なアプローチを行うことは一切ない。
朝生 玲司（あそう れいじ）
爽やかな容姿をしたイケメン男子生徒。勉強もスポーツも出来るうえに真人間で人柄も良く、女子生徒からは密かに人気がある。双子の妹・玲愛（れいあ）も同じ高校に通っている。文化祭を機に瑞樹と仲良くなり、想いを寄せるようになる。
文化祭の際に、猛と仲良くやっている姿が瑞樹の目に映り、瑞樹が昔の自分たちを想像してしまうという、瑞樹の心境に変化をもたらす場面もあった。瑞樹とは仲が良い反面、七太郎に対して敵意と軽蔑の眼差しを向けており、瑞樹に馴れ馴れしくしてくる彼を快く思っていない。
瑞樹の裸を見てしまった際には、耐性が無かったのか倒れてしまう。
新学期に入ってから、持ち前のリーダーシップをいかして生徒会長に就任した。

### 登場人物の家族・血縁者
一文字 命（いちもんじ めい）
猛の妹。女子中学生。ポニーテールの髪型をした、健康的な少女。兄譲りの剛毅で快活な性格をしており、兄妹仲はすこぶる良好である。
兄と同じく瑞樹とは幼馴染であり、幼少期から彼に密かに想いを寄せていた。瑞樹の夢子に対する恋心を知った際には涙するなど、女の子らしい一面もある。
新学期に入ってから、兄の猛、瑞樹、夢子らと同じ大樹高校に入学した。
鈴白 秋彦（すずしろ あきひこ）
瑞樹の兄。25歳。既婚者で、瑞樹に可愛らしい格好をさせるのが好きな妻がいる。母親似である弟とは対照的に容姿は父親似。良識のある人物で、瑞樹の良き理解者。
瑞樹の父
瑞樹の父親。先祖代々続く武道場の主。その威厳に満ち溢れた佇まいで息子たちからも畏怖される存在。
しかしその裏の顔は、亡き妻と瓜二つな瑞樹のことを異常なまでに偏愛するアブノーマルな人物であり、瑞樹の帰郷を聞くやいなや危篤状態から回復し勝手に退院、自宅の地下室には専用の『瑞樹コレクション部屋』まで作っている始末である。瑞樹を男らしくあれと育ててきたのは、これ以上瑞樹の可愛さが増してしまわないようにするためだった。
上記の理由から、瑞樹の女性化を知った際は内心狂喜すると同時に、異性として瑞樹の近くにいる猛に対して強い殺意を向け、敵愾心を燃やすようになる。
瑞樹の母
瑞樹の母親。故人。瑞樹とは瓜二つで、夫が瑞樹を溺愛するのも、瑞樹に彼女の面影を求めてのことである。

### 世界樹（ユグドラシル）
カラス
ロキの従者の黒い鳥。ロキには悪戯の被害に遭うなど扱いはぞんざいながら敬愛し、甲斐甲斐しく世話をしている。変身能力を持ち、ロキほどではないが、悪戯好きな面がある。
トール
ロキと同じ世界に君臨する雷神。
昔ロキにいたずらをかけられた時、強力な雷で殺しかけたことがある。その経緯から、ロキは雷を嫌う。人間界降臨時の姿はRPGの主人公のような小柄な見た目で、訛りの入った喋り方をする。降臨の際に、手持ちのハンマーで猛を殺しかけた。

## 書誌情報

### コミックス
- 杉戸アキラ 『ボクガール』 集英社〈ヤングジャンプ・コミックス〉、全11巻
  1. 2014年5月24日第1刷発行（5月19日発売[集 1][リンク切れ]）、ISBN 978-4-08-879840-0
  2. 2014年6月24日第1刷発行（6月19日発売[集 2][リンク切れ]）、ISBN 978-4-08-879841-7
  3. 2014年9月24日第1刷発行（9月19日発売[集 3][リンク切れ]）、ISBN 978-4-08-890011-7
  4. 2014年12月24日第1刷発行（12月19日発売[集 4][リンク切れ]）、ISBN 978-4-08-890078-0
  5. 2015年3月24日第1刷発行（3月19日発売[集 5][リンク切れ]）、ISBN 978-4-08-890129-9
  6. 2015年6月24日第1刷発行（6月19日発売[集 6][リンク切れ]）、ISBN 978-4-08-890206-7
  7. 2015年9月23日第1刷発行（9月18日発売[集 7][リンク切れ]）、ISBN 978-4-08-890251-7
  8. 2015年12月23日第1刷発行（12月18日発売[集 8][リンク切れ]）、ISBN 978-4-08-890327-9
  9. 2016年3月23日第1刷発行（3月18日発売[集 9][リンク切れ]）、ISBN 978-4-08-890374-3
  10. 2016年6月22日第1刷発行（6月17日発売[集 10][リンク切れ]）、ISBN 978-4-08-890456-6
  11. 2016年7月24日第1刷発行（7月19日発売[集 11][リンク切れ]）、ISBN 978-4-08-890470-2

### ノベライズ
- 著：TAMA 原作・イラスト：杉戸アキラ 『ボクガール ボクのアルバイト』 集英社〈ジャンプ ジェイ ブックス〉、全1巻
  - 2015年9月23日第1刷発行（9月18日発売[集 12][リンク切れ]）、ISBN 978-4-08-703379-3